# Johanneskerk (Domburg)

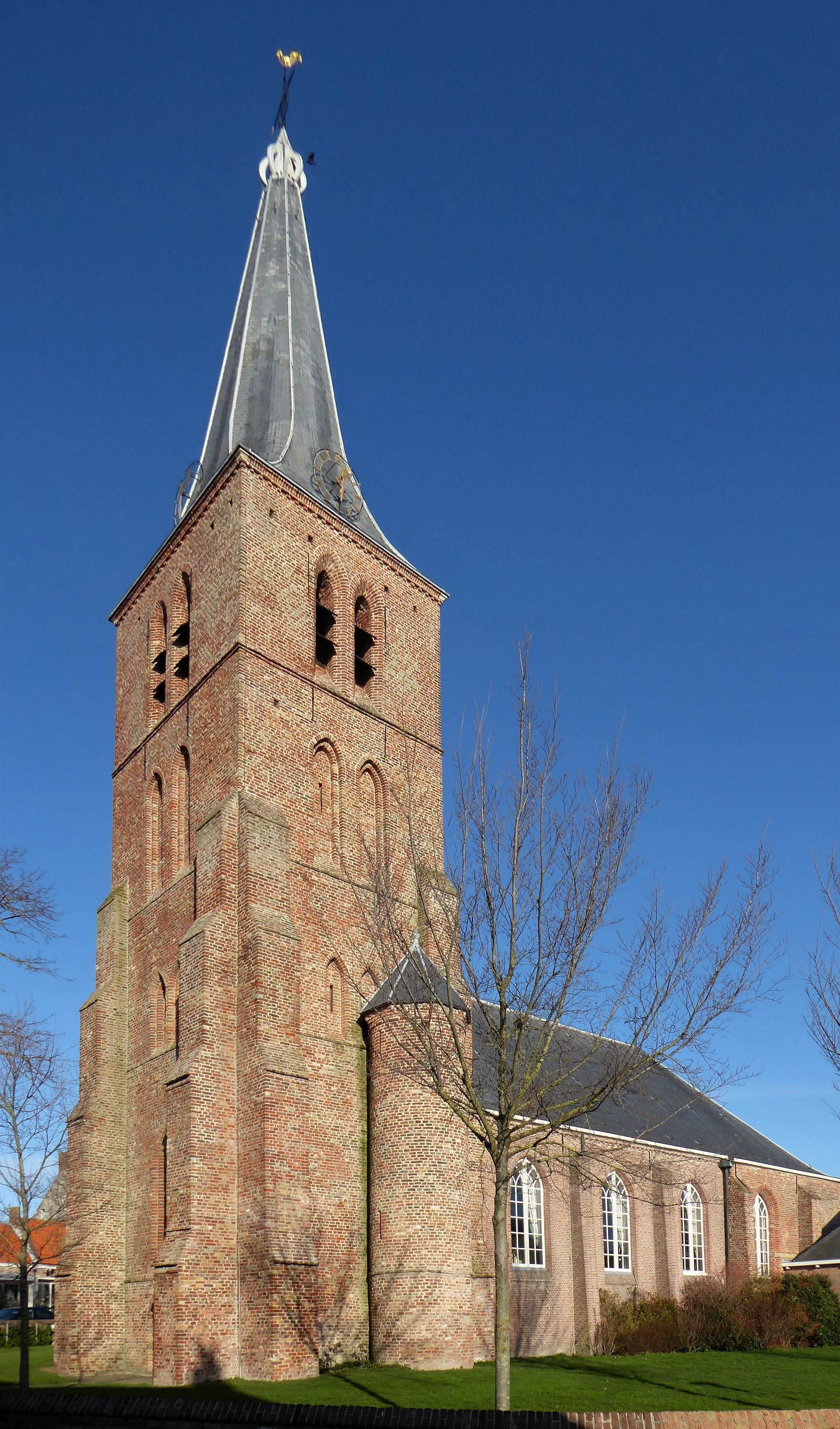
Die Johanneskerk zu Domburg

Die Johanneskerk (auch: Protestantse Kerk) ist ein Kirchengebäude der Protestantischen Kirche in den Niederlanden in Domburg in der Gemeinde Veere (Provinz Zeeland). Der Turm der spätgotischen Kirche sowie das Kirchenschiff sind als Rijksmonumente eingestuft.

## Geschichte
Domburg war in der seelsorgerischen Versorgung der Bevölkerung zunächst geteilt. West-Domburg wurde von Westkapelle, Oost-Domburg von Oostkapelle aus versorgt. Um 1235 wurden schließlich in Domburg zwei selbstständige Parochialkirchen errichtet, wobei die von Oost-Domburg 1320 nach Aagtekerke verlegt wurde und somit die West-Domburger die einzige Pfarrkirche des Ortes wurde.
Ältester Teil der ursprünglich dem heiligen Johannes dem Täufer gewidmeten Kirche ist der Turm aus dem 14. Jahrhundert, der die typischen Baumerkmale der schlichten dörflichen Scheldegotik aufweist. An das Langhaus ist während des 15. Jahrhunderts ein nördliches Seitenschiff angebaut worden. 1848 wurde die Kirche durch Brand schwer beschädigt. Im Zuge der Restaurierung hat man Haupt- und Seitenschiff unter ein Dach gebracht und die Reste des Chors abgebrochen. Erhalten hat sich an der Nordseite ein Portal aus dem 15. Jahrhundert. Das Johannes-Patrozinium ist im Zuge der Reformation verlorengegangen.
Bekannt wurde das Gotteshaus auch durch ein Gemälde, das der Künstler Piet Mondrian geschaffen hat. Es zeigt den Kirchturm. Mondrian hatte um 1900 regelmäßig Sommeraufenthalte in Domburg. 1956 erfolgte eine umfangreiche Renovierung der Kirche.
Die Gemeinde gehört zur im Jahr 2004 gegründeten unierten Protestantischen Kirche in den Niederlanden.

## Orgel
Die Orgel wurde 1964 durch die Orgelbaufirma Vierdag (Enschede) erbaut. Das Schleifladen-Instrument hat 8 Register auf einem Manual (C–f3: Quintadeen 16′, Prestant 8′, Holpijp 8′, Octaaf 4′, Roerfluit 4′, Octaaf 2′, Mixtuur IV, Trompet 8′). Das Manualwerk ist an das Pedal (C–f1) koppelbar. Das 16′-Register des Manualwerkes ist als Transmission im Pedal spielbar. Die Spiel- und Registertrakturen sind mechanisch.